# Lawhitton
Lawhitton är en ort i civil parish Lawhitton Rural, i distriktet Cornwall, Storbritannien. Den ligger i grevskapet Cornwall och riksdelen England, i den södra delen av landet, 300 km väster om huvudstaden London. Lawhitton ligger 105 meter över havet och antalet invånare är 232. Lawhitton var en civil parish fram till 1894 när blev den en del av Lawhitton Rural och Lawhitton Urban. Civil parish hade 361 invånare år 1891. Byn nämndes i Domedagsboken (Domesday Book) år 1086, och kallades då Languitetone/Languitetona.
Terrängen runt Lawhitton är platt åt nordväst, men åt sydost är den kuperad. Runt Lawhitton är det ganska glesbefolkat, med 43 invånare per kvadratkilometer. Närmaste större samhälle är Launceston, 3,2 km nordväst om Lawhitton. Trakten runt Lawhitton består i huvudsak av gräsmarker.